# Albert Bloch
Albert Bloch ( St. Louis, Misuri , 2 de agosto de 1882 - Lawrence, Kansas, 9 de diciembre de 1961) fue un pintor, escritor y traductor estadounidense.

## Vida y obra
Bloch, cuyos padres emigraron de Bohemia a los EE. UU. en 1869, asistió a la Escuela de Bellas Artes de St. Louis entre 1898 y 1900. Trabajó como ilustrador para el periódico satírico The Mirror, donde sus más de 200 caricaturas mostraban rasgos modernistas.
A partir de 1908 vivió en Múnich, donde se unió al círculo de artistas Der Blaue Reiter. La galería Sturm organizó exposiciones suyas en toda Europa; por ejemplo, participó en el Primer Salón Alemán de Otoño con el cuadro Der tote Pierrot [El Pierrot muerto]. Sus temas fueron paisajes, paisajes urbanos, retratos y cuadros de circo, con el que su estilo se transformó en cubista.
Bloch regresó a los Estados Unidos en 1921 y consiguió una cátedra en la Universidad de Kansas en 1923, donde murió en 1961.
Bloch siempre fue muy autocrítico. Destruyó cualquier cuadro que pensara que era imperfecto. Muchas de sus imágenes fueron víctimas de la campaña contra el «arte degenerado» durante la era nacionalsocialista, por lo que han sobrevivido muy pocos trabajos iniciales.
Su actividad literaria se caracterizó por las traducciones al inglés de las obras de Karl Kraus, Georg Trakl y Johann Wolfgang Goethe.

### Obras seleccionadas

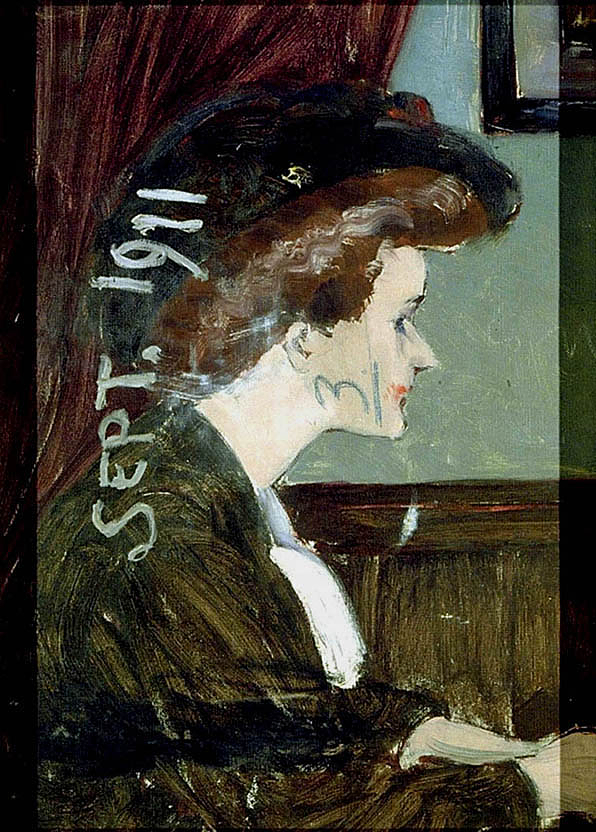
Albert Bloch, 1911, sin título
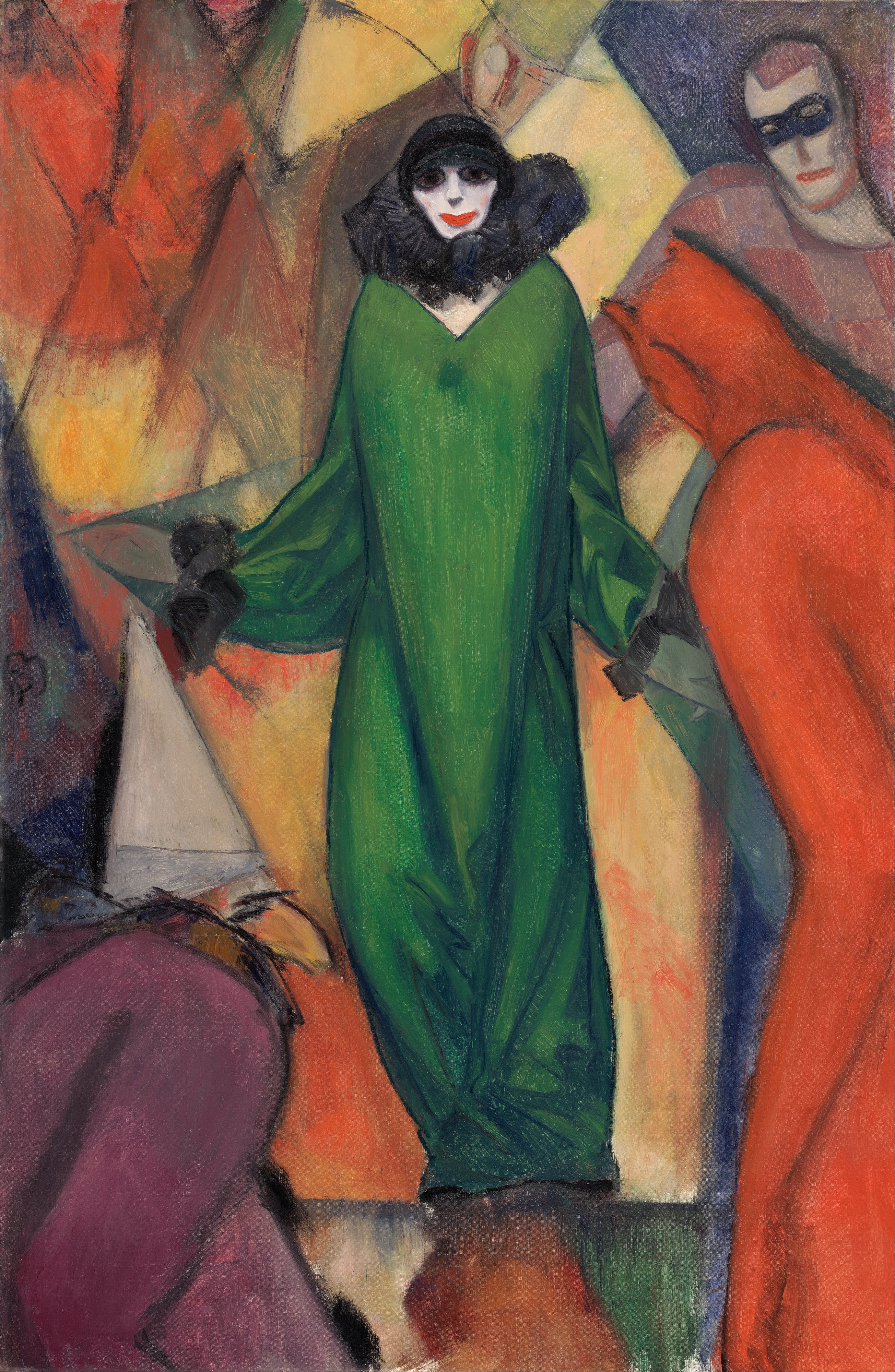
Albert Bloch, 1913, El Dominó verde
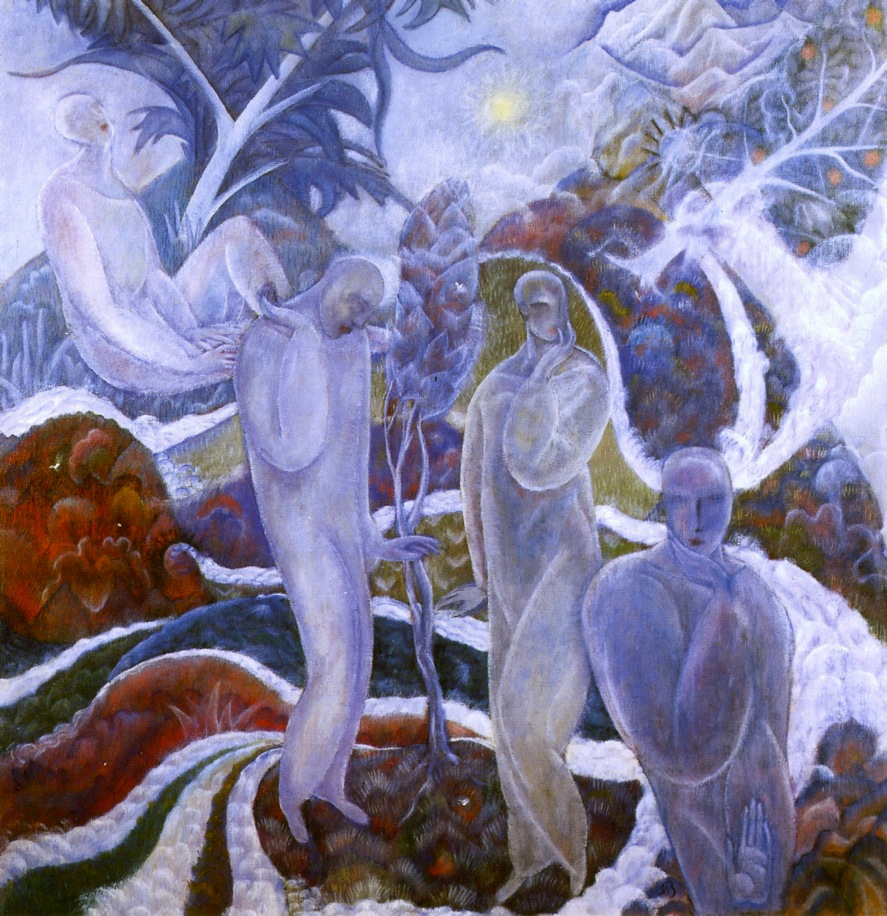
Albert Bloch, 1916, Noche de verano, oleo sobre lienzo, 119 x 114 cm